# Antoine Risso

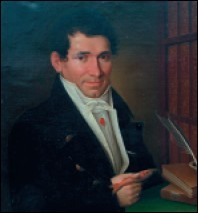
Antoine Risso

Giuseppe Antoine Risso (Nice, 7 de agosto de 1777 – Nice, 25 de agosto de 1845) foi um naturalista francês.